# 罗斯·弗勒德 (摔跤运动员)
罗斯·弗勒德（英語：Ross Flood，1910年12月28日—1995年5月23日），美国男子自由式摔跤运动员。他曾代表美国参加1936年夏季奥林匹克运动会摔跤比赛，获得男子自由式雏量级银牌。